# GE U26C
A GE U26C é uma locomotiva diesel-elétrica produzida pela GE nos entre os anos 1971 e 1987, sendo utilizada no Brasil, Quênia, Nova Zelândia e África do Sul.
Tendo sido produzida no EUA, Brasil e África do Sul, um total de 392 unidades.
Foram produzidas nas bitolas de 1,000 e 1,067m, podendo ser considerada a evolução da U20C.

## Tabela
| Modelo | Potência (HP) | Bitola (m)    | Fabricante       | Origem                      | Ano de Fabricação |
| ------ | ------------- | ------------- | ---------------- | --------------------------- | ----------------- |
| U26C   | 2700          | 1,000 e 1,067 | General Electric | EUA, Brasil e África do Sul | 1971 a 1987       |

## Proprietários Originais
- Das 6 locomotivas compradas pela EFVM (401 a 406), 4 foram transferidas para a Ferronorte (401, 402, 404 e 406), hoje algum já encontra-se com pintura ALL. A nº405 foi baixada em 12/1992 e a nº403 teve seu motor diesel GE trocado por um GM (12-645).

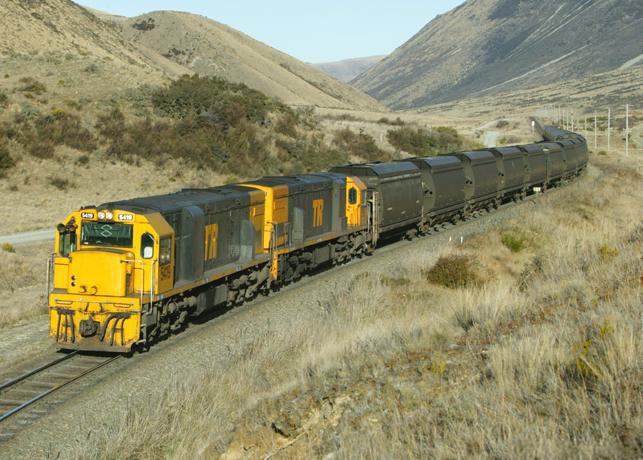
Locomotiva GE U26C (DX class) na Nova Zelândia